# Embalse de Castrovido
El embalse del Castrovido es un embalse en el río Arlanza, en el norte de España. Se encuentra situado al sureste de la provincia de Burgos, en la localidad de Terrazas, en el municipio de Salas de los Infantes.
Se trata de uno de los últimos embalses proyectados en España. Las obras de construcción comenzaron el 23 de febrero de 2004 y se terminaron en diciembre de 2020, a pesar de que se esperaba finalizarlo por completo en 2019, comenzando su llenado en el último trimestre de ese año.

## Características
El embalse, que tendrá una capacidad de 44,13 hectómetros cúbicos, permitirá laminar las avenidas y mejorar el abastecimiento de agua de cerca de 30 000 personas que viven en municipios de las provincias burgalesa. Además, facilitará el regadío de unas 6000 hectáreas y asegurará un caudal ecológico mínimo en el río Arlanza.
El embalse está compuesto por la presa de gravedad de planta recta (con un volumen aproximado de 800 000 m³ de hormigón en masa vibrado, una longitud de coronación de 534 metros y una altura máxima desde cimientos de 95 m. y una altura sobre el cauce de 73,14 metros) y una presa de cola tipo bóveda cilíndrica con altura máxima de 24.50 metros y con capacidad de 3 hectómetros cúbicos. Además estaba prevista la construcción de una central hidroeléctrica para suministrar una producción media anual de energía de 15,23 GWh, pero esta parte del proyecto no se ha ejecutado.

## Accidente
El miércoles 5 de octubre de 2011 hubo un accidente en la construcción de la presa donde resultaron heridos dos operarios y murieron cuatro personas (tres hombres y una mujer) al caerles encima una cuba de hormigón.